# Републикански път III-7072
Републикански път IIІ-7072 е третокласен път, част от Републиканската пътна мрежа на България, преминаващ изцяло по територията на Ямболска област. Дължината му е 26,3 km.
Пътят се отклонява надясно при 25,8 km на Републикански път III-707 в центъра на село Недялско и се насочва на запад в близост до северното подножие на възвишението Бакаджици. Преминава последователно през селата Иречеково, Търнава и Чарган, като след последното навлиза в Ямболското поле и източно от град Ямбол се свързва с Републикански път III-5305 при неговия 1,2 km, който е източен околовръстен път на града.
| Пътища, отклоняващи се надясно (населено място, № на пътя, посока на пътя) | km   | Пътища, отклоняващи се наляво (посока на пътя, № на пътя, населено място) |
| -------------------------------------------------------------------------- | ---- | ------------------------------------------------------------------------- |
| Община Стралджа, III-707, 25,8 km, с. Недялско →                           | 0,0  | → с. Недялско, 25,8 km, III-707, Община Стралджа                          |
|                                                                            | 1,7  | → общински път (за с. Люлин)                                              |
| (за с. Воденичане) общински път, с. Иречеково ←                            | 10,3 | с. Иречеково                                                              |
| Община Тунджа                                                              | 12,8 | Община Тунджа                                                             |
| с. Търнава                                                                 | 14   | с. Търнава                                                                |
| (за с. Джинот) общински път] ←                                             | 17,2 | → общински път (за хижа „Индже войвода“)                                  |
| с. Чарган                                                                  | 19,1 | с. Чарган                                                                 |
| (от ГКПП Силистра - Калараш) I-7, 259,8 km →                               | 21,4 | → 259,8 km, I-7 (до ГКПП Лесово - Хамзабейли)                             |
| Община Ямбол                                                               | 23,9 | Община Ямбол                                                              |
| (до 415,9 km на I-6) III-5305, 1,2 km ←                                    | 26,3 | ← 1,2 km, III-5305 (от гр. Ямбол)                                         |